# Lower Volta Bridge
Die Lower Volta Bridge (französisch Pont de la basse Volta) oder Sogakope Bridge (französisch: Pont de Sogakope) ist eine 650 m lange Straßenbrücke, die von 1965 bis 1967 über den Volta gebaut wurde und die beiden ghanaischen Städte Sogakope und Sokpoe miteinander verbindet. Sie ist Teil der Fernstraße N1 zwischen Accra in Ghana und Lomé in Togo. 

## Geschichte

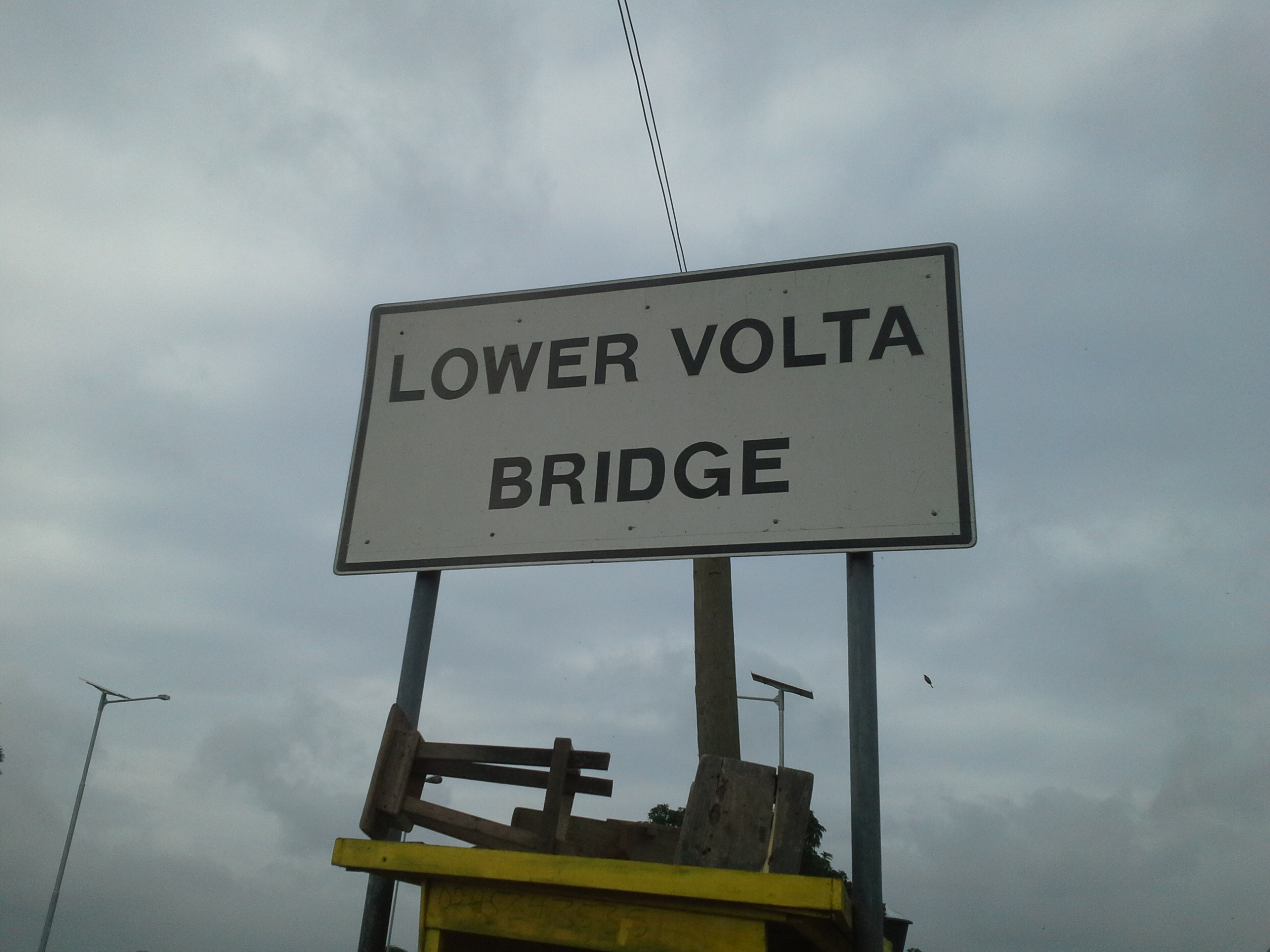
Straßenschild mit der Brückenbezeichnung

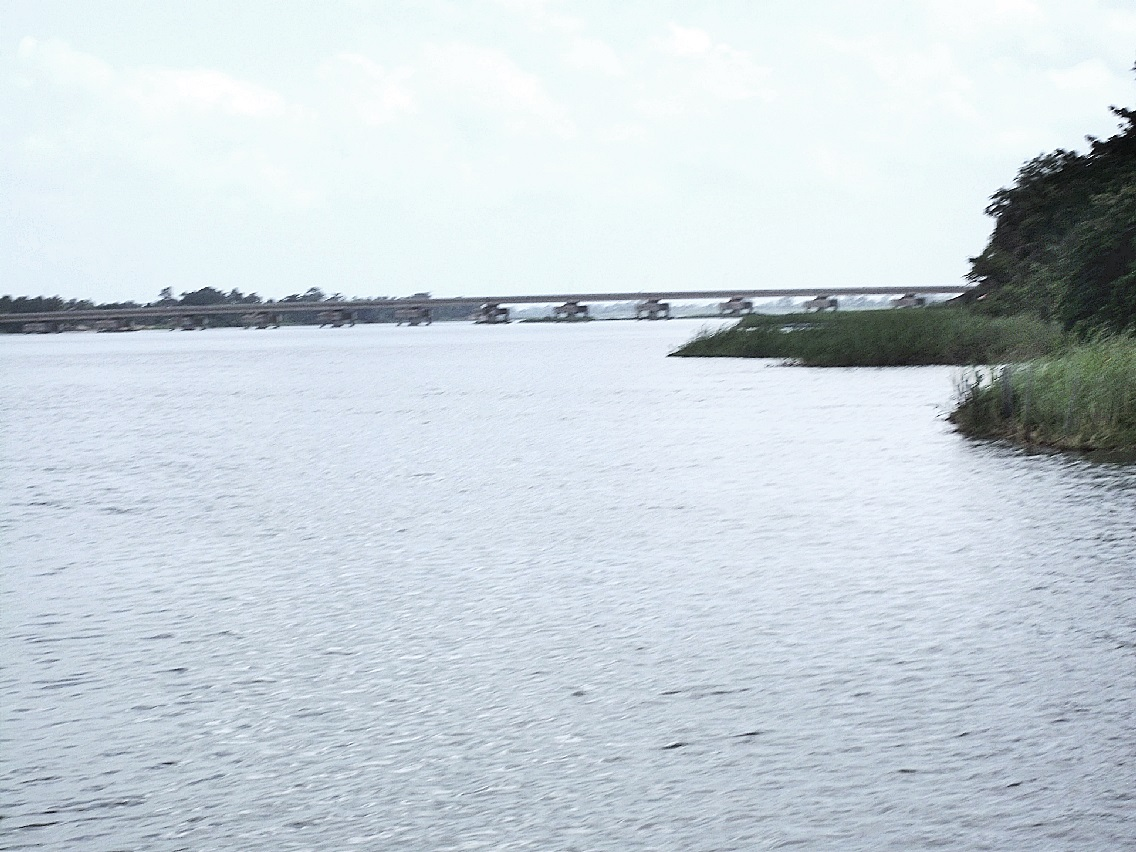
Die Brücke aus der Entfernung gesehen.

Die Lower Volta Bridge wurde ab Januar 1965 von den beiden deutschen Unternehmen AHI Bau AG (Allgemeine Hoch- und Ingenieurbau AG; später in der Strabag aufgegangen) aus Düsseldorf und Held & Francke Bau AG aus München errichtet. Beteiligt waren auch weitere deutsche Unternehmen, wie zum Beispiel der Wälzwagenhersteller Börkey aus Hagen. Die Fertigstellung der 650 m langen und ca. 12 m breiten zweispurigen Brücke, deren Fahrbahnträger aus Spannbeton und deren Pfeiler und Widerlager aus Stahlbeton bestehen, erfolgte im Januar 1967 mit der offiziellen Eröffnung im selben Jahr. Sie gilt als eine mehrstegige Plattenbalkenbrücke.
In den folgenden Jahrzehnten wurde die Brücke nur spärlich gewartet. Bereits 2009 bezeichneten sie Einheimische als Todesfalle für Kraftfahrer, da bei den stark rostenden Dilatations- und Kontraktionsfugen auch die aus Gummi bestehende Abdichtmasse an den Fugen bereits schwer beschädigt sei und das Befahren stets eine Gefahr darstellen würde. Deshalb appellierten die Einwohner von Sokpe und Sogakope im Bezirk South Tongu der Volta Region an die Ghana Highways Authority eine Brückenprüfung mit anschließender umfangreicher Reparatur vorzunehmen. Obwohl die Behörde in Ho darüber informiert war, wurden in der Folgezeit nur einige Kontrollen durchgeführt, jedoch nichts an der Brückensubstanz verändert. In den Jahren davor war er es immer wieder zu kleineren Reparaturarbeiten an der Brücke gekommen. Eine regelmäßige und konstante Wartung der Brücke soll jedoch nie stattgefunden haben. Zum stetigen Verschleiß soll auch das erhöhte Verkehrsaufkommen auf der Brücke, insbesondere durch Lastkraftwagen, die hier sowohl am Tag als auch in der Nacht fahren dürfen, beigetragen haben. An manchen Tagen, vor allem am Wochenende, ist die Brücke so stark befahren, dass sich auf ihr Staus bildeten, wodurch die Brücke noch mehr belastet wurde, was von Experten als sehr gefährlich beschrieben wurde. Immer mehr Ingenieure appellierten an die zuständigen Behörden schnell Reparaturen durchzuführen, um eine bevorstehende Katastrophe zu vermeiden. Der Abbau von Sand aus dem Fluss in unmittelbarer Nähe der Brücke trug ebenfalls zur Instabilität der Brücke bei.
Im Dezember 2018 wurde von  Archibald Letsa, Minister der Volta Region, angekündigt, dass die Brücke innerhalb der nächsten sechs Monate bis Mai 2019 saniert werden sollte. Einem Bericht des Citi Newsroom von November 2019 zufolge starben in den vorangegangenen 18 Monaten mindestens fünf Menschen auf der Brücke. Bei den Unfällen sind vorwiegend Motorradfahrer beteiligt. Dem Bericht zufolge hielten manchen der Ausbesserungsarbeiten an den Fugen nur wenige Wochen, ehe sich das Granit-Bitumen-Gemisch wieder löste und die Fugen erneut freilegten.
Nach dem Mord an Marcus Mawutor Adzahli, Lokalpolitiker in Sogakope South, im März 2020 blockierte Anwohner aus Protest über den vermeintlichen Mangel an Maßnahmen der Polizei eine Zeit lang die Brücke, die als längste Brücke in Ghana gilt. Des Weiteren kam es zu Ausschreitungen in der Region.
Von der vom deutschen Bundesministerium für Bildung und Forschung (BMVF) geförderten Maßnahme CLIENT II – Internationale Partnerschaften für nachhaltige Innovationen des deutsch-ghanaischen Projekts INFRACOST wurden Verkehrsinfrastrukturen wie die Lower Volta Bridge als Lebensadern in Ghana bezeichnet.